# Championnat d'Italie de football 1980-1981
Navigation
Édition précédente Édition suivante
| \| Juventus AS Rome Naples Inter Fiorentina Cagliari Bologne Catanzaro Torino Avellino Ascoli Udinese Côme Brescia Pérouse Pistoiese \| Localisation des clubs engagés dans le championnat. |
| Juventus AS Rome Naples Inter Fiorentina Cagliari Bologne Catanzaro Torino Avellino Ascoli Udinese Côme Brescia Pérouse Pistoiese                                                           |

Le Championnat d'Italie de football de Série A 1980-1981 est la 79e édition du championnat d'Italie de football, qui réunit 16 équipes. 
Le championnat est remporté pour la 19e fois de son histoire par la Juventus.

## Classement
Le partage des points est fait sur le barème suivant : deux points pour une victoire, un point pour un math nul et aucun point pour une défaite.
| Rang | Équipe           | Pts | J  | G  | N  | P  | Bp | Bc | Diff |
| ---- | ---------------- | --- | -- | -- | -- | -- | -- | -- | ---- |
| 1    | Juventus         | 44  | 30 | 17 | 10 | 3  | 46 | 15 | +31  |
| 2    | AS Rome C        | 42  | 30 | 14 | 14 | 2  | 43 | 20 | +23  |
| 3    | SSC Naples       | 38  | 30 | 14 | 10 | 6  | 31 | 21 | +10  |
| 4    | Inter Milan T    | 36  | 30 | 14 | 8  | 8  | 41 | 24 | +17  |
| 5    | AC Fiorentina    | 32  | 30 | 9  | 14 | 7  | 28 | 25 | +3   |
| 6    | Cagliari Calcio  | 30  | 30 | 8  | 14 | 8  | 29 | 30 | -1   |
| 7    | Bologne FC 1909  | 29  | 30 | 11 | 12 | 7  | 32 | 27 | +5   |
| 8    | US Catanzaro     | 29  | 30 | 6  | 17 | 7  | 24 | 27 | -3   |
| 9    | Torino FC        | 26  | 30 | 8  | 10 | 12 | 26 | 29 | -3   |
| 10   | US Avellino      | 25  | 30 | 10 | 10 | 10 | 36 | 33 | +3   |
| 11   | Ascoli Calcio    | 25  | 30 | 7  | 11 | 12 | 18 | 34 | -16  |
| 12   | Udinese Calcio   | 25  | 30 | 6  | 13 | 11 | 24 | 39 | -15  |
| 13   | Calcio Côme P    | 25  | 30 | 8  | 9  | 13 | 25 | 33 | -8   |
| 14   | Brescia Calcio P | 25  | 30 | 4  | 17 | 9  | 19 | 25 | -6   |
| 15   | AC Pérouse       | 18  | 30 | 5  | 13 | 12 | 18 | 31 | -13  |
| 16   | US Pistoiese P   | 16  | 30 | 6  | 4  | 20 | 19 | 46 | -27  |

- Le Bologne FC 1909, l'US Avellino et le AC Pérouse démarrent la saison avec 5 points de pénalité à la suite de l'affaire du Totonero.

## Meilleurs buteurs
| Rang | Joueur               | Club            | Buts |
| ---- | -------------------- | --------------- | ---- |
| 1    | Roberto Pruzzo       | AS Rome         | 18   |
| 2    | Massimo Palanca      | US Catanzaro    | 13   |
| 3    | Alessandro Altobelli | Inter Milan     | 12   |
| 4    | Francesco Graziani   | Torino Calcio   | 11   |
| 4    | Claudio Pellegrini   | SSC Naples      | 11   |
| 6    | Giancarlo Antognoni  | AC Fiorentina   | 9    |
| 6    | Vito Chimenti        | US Pistoiese    | 9    |
| 6    | Paolo Pulici         | Torino Calcio   | 9    |
| 9    | Liam Brady           | Juventus FC     | 8    |
| 9    | Franco Selvaggi      | Cagliari Calcio | 8    |
| 9    | Nicola Zanone        | Udinese Calcio  | 8    |

## Bilan de la saison
| Championnat d'Italie de football 1980-1981    |                      |
| Champion                                      | Juventus (19e titre) |
| Dauphin                                       | AS Rome              |
| Coupes et trophées                            |                      |
| Vainqueur de la Coupe d'Italie 1980-1981      | AS Rome              |
| Qualifications continentales                  |                      |
| Coupe des clubs champions européens 1981-1982 | Juventus             |
| Coupe des coupes 1981-1982                    | AS Rome              |
| Coupe UEFA 1981-1982                          | SSC Naples           |
| Coupe UEFA 1981-1982                          | Inter Milan          |
| Promotions et relégations                     |                      |
| Promus en Serie A                             | AC Milan             |
| Promus en Serie A                             | AC Cesena            |
| Promus en Serie A                             | Genoa CFC            |
| Relégués en Serie B                           | Brescia Calcio       |
| Relégués en Serie B                           | AC Pérouse           |
| Relégués en Serie B                           | US Pistoiese         |